# John Bonham
John Henry Bonham (31 tháng 5 năm 1948 – 25 tháng 9 năm 1980) là một nhạc công và một nhạc sĩ người Anh, được biết tới nhiều nhất trong vai trò là tay trống cho ban nhạc rock Led Zeppelin. Bonham được ngưỡng mộ bởi tốc độ, sức mạnh, chiếc chân phải siêu nhanh và cảm giác "phiêu" khi chơi nhạc groove. Anh được công nhận rộng rãi là một trong những tay trống hay nhất lịch sử. Hơn 30 năm sau cái chết của mình, Bonham vẫn nhận được những giải thưởng cũng như tri ân, trong đó có danh hiệu "Tay trống vĩ đại nhất" được độc giả tờ Rolling Stone bình chọn vào năm 2011.